# Live on Line
Live on Line (LOL) è il settimo album live della rockband italiana Litfiba pubblicato nel 2001. 

## Descrizione
In un primo momento i brani furono resi scaricabili gratuitamente dal portale Lycos. In seguito è stato realizzato un cofanetto di sette cd singoli. In ogni disco c'è una canzone presa dal repertorio dei Litfiba ai tempi di Piero Pelù ed una dal repertorio dei nuovi Litfiba di Gianluigi Cavallo, tranne nel quarto cd dove c'è la canzone Mala Vida, cover dei Mano Negra. Nell'ultimo disco sono presenti tre brani invece di due. Tutte le canzoni sono interpretate da Cabo.

## Tracce

### CD 1
1. Spia – 4:59 (testo: G.Cavallo – musica: F. Renzulli)
2. Cuore di Vetro – 4:20 (testo: P.Pelu – musica: P.Pelu, F. Renzulli, G.Maroccolo)

Durata totale: 9:19

### CD 2
1. Piegami – 4:08 (testo: G.Cavallo – musica: F. Renzulli)
2. Resisti – 4:33 (testo: P.Pelu – musica: P.Pelu, F. Renzulli)

Durata totale: 8:41

### CD 3
1. C'est la vie – 7:00 (testo: G.Cavallo – musica: F. Renzulli)
2. Cangaçeiro – 6:12 (testo: P.Pelu – musica: P.Pelu, F. Renzulli)

Durata totale: 13:12

### CD 4
1. Dall'alba al tramonto – 4:44 (testo: G.Cavallo – musica: F. Renzulli)
2. Malavida (cover del brano dei Mano Negra) – 4:13

Durata totale: 8:57

### CD 5
1. Profumo – 5:28 (testo: G.Cavallo – musica: F. Renzulli)
2. Dio – 4:38 (testo: P.Pelu – musica: P.Pelu, F. Renzulli, G.Maroccolo, A.Aiazzi)

Durata totale: 10:06

### CD 6
1. Il pazzo che ride – 5:52 (testo: G.Cavallo – musica: F. Renzulli)
2. Ritmo – 5:53 (testo: P.Pelu – musica: P.Pelu, F. Renzulli)

Durata totale: 11:45

### CD 7
1. Elettromacumba – 4:22 (testo: G.Cavallo – musica: F. Renzulli)
2. Tammùria – 5:08 (testo: P.Pelu – musica: P.Pelu, F. Renzulli)
3. Il patto – 6:14 (testo: G.Cavallo – musica: F. Renzulli)

Durata totale: 15:44

## Formazione
- Gianluigi Cavallo - voce e chitarra
- Ghigo Renzulli - chitarra, cori
- Gianluca Venier - basso
- Ugo Nativi - batteria
- Mauro Sabbione - tastiere

## Aspetto innovativo del Live on Line
Il disco live viene distribuito gratuitamente, grazie alla collaborazione con il portale Lycos, in una modalità di "download legale" assolutamente pionieristica per l'epoca: nel 2001 le connessioni internet in Italia erano ancora molto lente perché la gran parte delle linee era analogica e si navigava tramite modem analogico mentre l'adsl era appena approdato. Il download della musica richiedeva tempi lunghi ed avveniva quasi esclusivamente tramite piattaforme peer-to-peer come Napster in maniera illegale. Proporre quindi il download di un intero disco, in maniera gratuita e per di più legale fu un'opera di assoluta avanguardia. Infatti solo dal 2003, con il lancio dell'iTunes store da parte di Apple, il download legale (e a pagamento) di musica cominciò a diventare un fenomeno di massa.